# Trångsviken
Trångsviken – miejscowość (tätort) w Szwecji, w regionie administracyjnym (län) Jämtland, w gminie Krokom.
Według danych Szwedzkiego Urzędu Statystycznego liczba ludności wyniosła: 272 (31 grudnia 2015), 254 (31 grudnia 2018) i 251 (31 grudnia 2019).